# Гіпотеза ван дер Вардена
Гіпотеза ван дер Вардена — доведена математична гіпотеза про властивості значень перманента двічі стохастичної матриці {\displaystyle S} порядку {\displaystyle n}:
{\displaystyle \mathrm {per} (S)\geqslant {\frac {n!}{n^{n}}}},
причому рівність виконується тоді й лише тоді, коли всі {\displaystyle S} рівні {\displaystyle 1/n}.
Висловлена ван дер Варденом 1926 року; фахівців багато років намагались її довести: гіпотезу безпосередньо перевірено для {\displaystyle n\leqslant 5}, 1959 року доведено, що, якщо перманент на множині всіх двічі стохастичних {\displaystyle n}-матриць досягає на деякій матриці без нульових елементів мінімуму, то він дорівнює {\displaystyle n!/n^{n}}. Повністю довели радянські математики Георгій Єгоричев 1980 року (з застосуванням нерівності Александрова — Фенхеля про змішаний об'єм) і, незалежно, Дмитро Фалікман 1981 року (також з використанням геометричних методів, роботу подано до опублікування 1979 року); за ці результати обох учених відзначено 1982 року премією Фалкерсона.